# Astragalus epiglottis
Astragalus epiglottis é uma espécie de planta com flor pertencente à família Fabaceae.
A autoridade científica da espécie é L., tendo sido publicada em Species Plantarum 2: 759. 1753.

## Descrição
Histórica
A seguir apresenta-se a descrição dada por António Xavier Pereira Coutinho na sua obra Flora de Portugal (Plantas Vasculares): Disposta em Chaves Dicotómicas (1.ª ed. Lisboa: Aillaud, 1913):
Vagem triangular-subcordiforme (7-9 > 6-8 mm), pubescente; flores amareladas ou levemente azuladas, dispostas em capítulos com pedúnculo muito curto; estípulas não adunadas; folhas com 4-7 pares de folíolos lanceolado-oblongos, obtusos ou obtusiúsculos, mucronados. Planta de 3-20 cm,
prostrada ou ascendente, viloso-esbranquiçada. Planta anual. Abril-Maio. Colinas áridas: Beira Litoral, Estremadura, Algarve.

## Portugal
Trata-se de uma espécie presente no território português, nomeadamente em Portugal Continental.
Em termos de naturalidade é nativa da região atrás indicada.

## Protecção
Não se encontra protegida por legislação portuguesa ou da Comunidade Europeia.